# Federación de Andinismo de Chile
La Federación de Andinismo de Chile (FEACH) es una organización coordinadora de clubes de montañismo chileno.
Fue fundada en 1942 como  la Federación de Ski y Andinismo de Chile, originalmente contaba con seis clubes miembros. 
En el año 1955 las secciones de esquí y andinismo se dividieron.
Actualmente la FEACH cuenta con más de 20 clubes afiliados en todo Chile.

## Clubes miembros
| Nombre                              | Ciudad      | Sitio Web |
| ----------------------------------- | ----------- | --------- |
| Clan de la Montaña                  | Valdivia    |           |
| Club Alemán Andino                  | Valparaíso  |           |
| Club de Andinismo Pirámide          | Santiago    |           |
| Club de Montaña Concepción          | Concepción  |           |
| Club Deportivo de Montaña Arica     | Arica       |           |
| Rama Universidad Católica del Norte | Antofagasta |           |
| Rama Universidad de Chile           | Santiago    |           |